# INI
ini-файл (англ. Initialization file) — файл конфигурации, который содержит данные настроек для Microsoft Windows, Windows NT и некоторых приложений.
Появились с самых первых версий Windows. В версии Windows 1.01 это был только файл WIN.INI. В Windows 3.0 добавился файл SYSTEM.INI. А затем их количество начало расти быстро и бесконтрольно.
Не существует подробной официальной спецификации формата. Начиная с Windows 95, INI файлы считаются устаревшими и в качестве замены им Microsoft предлагает использовать системный реестр (Registry). Тем не менее INI файлы продолжают использоваться как приложениями других производителей, так и компонентами ОС от Microsoft. Например, файл boot.ini используется в Windows NT4/2000/XP при загрузке для выбора из нескольких ОС.
Хотя INI файлы и приобрели популярность в Windows, они могут использоваться в любой ОС. Несложная структура этого формата позволяет легко обрабатывать их программно и имеет достаточно понятный вид для чтения и изменения человеком. Существуют текстовые редакторы (например, SciTE или Notepad++), которые используют подсветку синтаксиса и фолдинг для этого формата, что облегчает редактирование INI файлов вручную.
Использование секций для разделения параметров способствует систематизации данных, однако для хранения настроек большого объёма с более сложной иерархической структурой лучше подходит формат XML или JSON.

## Формат файла
ini-файлы — это обычные текстовые файлы, которые можно редактировать и просматривать при помощи любого текстового редактора. ini-файлы имеют следующий формат:
```
; некоторый комментарий

# комментарий в стиле Unix

[Section1]

; комментарий о разделе

var1
=
значение_1
 
; иногда допускается комментарий к отдельному параметру

var2
=
значение_2

  

[Section2]

var1
=
значение_1

var2
=
значение_2

; иногда позволяется перечислять несколько значений через запятую

[Section3]

var1
=
значение_1_1, значение_1_2, значение_1_3

var2
=
значение_2

; в Zend Framework массив задаётся следующим способом

[Section3.1]

var1[]
=
значение_1_1

var1[]
=
значение_1_2

var1[]
=
значение_1_3

var2
=
значение_2

; Иногда значения отсутствуют 

[Section4.0]

[ViewState]

Mode
=

Vid
=

FolderType
=
Generic

```

INI файл может содержать:
- пустые строки;
- комментарии — от символа ; (точка с запятой), стоящего в начале строки, до конца строки;
- заголовки разделов — строки, состоящие из названия раздела, заключённого в квадратные скобки [];
- значения параметров — строки вида ключ=значение.

### Соглашения
Не существует общепринятого стандарта формата файлов INI. Хотя общая структура таких файлов обычно сохраняется, многие программные продукты вводят в неё дополнительные возможности или, наоборот, ограничения.
- Комментарии. Некоторые приложения (например, Samba) считают символом начала комментария как ;, так и #.
- Обратный слэш. Иногда допускается использование обратного слэша \ для объявления следующей строки продолжением этой. В таком случае они будут обработаны как одна целая строка. Иногда возможно также применять его для ввода спецсимволов, например, \n для обозначения переноса строки.
- Одинаковые параметры. В большинстве случаев наличие двух одинаковых ключей в одной секции запрещено (при этом в Windows обрабатывается только первый, а во многих других реализациях — последний ключ).
- Одинаковые имена секций. Обычно при наличии нескольких секций с одинаковыми именами в файле обрабатывается лишь первая (в реализации Windows) или последняя из них. Некоторые приложения объединяют содержимое всех таких секций в одну.
- Кавычки. Если значение взято в двойные или одинарные кавычки, функция чтения файлов INI в Windows убирает их. Убирается только внешняя пара кавычек. При этом функция записи в INI игнорирует эту особенность.